# Südamerikaspiele
Die Südamerikaspiele, im südamerikanischen Sprachgebrauch auch als Juegos ODESUR oder Juegos Suramericanos bezeichnet, sind ein Sportgroßereignis in Südamerika. Die Veranstaltung findet seit der Erstaustragung 1978 aller vier Jahre statt. 2013 wurden erstmals Südamerikanische Jugendspiele ausgetragen. Organisiert werden die Spiele durch die Organización Deportiva Suramericana.

## Austragungsorte
| Jahr | Spiele | Ort                                        | Land        | Datum                        | Athleten | Nationen | Sportarten | Erfolgreichste Nation |
| ---- | ------ | ------------------------------------------ | ----------- | ---------------------------- | -------- | -------- | ---------- | --------------------- |
| 1978 | I      | La Paz                                     | Bolivien    | 3. bis 12. November          | 480      | 8        | 16         | Argentinien           |
| 1982 | II     | Rosario                                    | Argentinien | 26. November bis 5. Dezember | 961      | 10       | 19         | Argentinien           |
| 1986 | III    | Santiago de Chile                          | Chile       | 28. November bis 8. Dezember | 969      | 10       | 17         | Argentinien           |
| 1990 | IV     | Lima                                       | Peru        | 1. bis 10. Dezember          | 1070     | 10       | 16         | Argentinien           |
| 1994 | V      | Valencia                                   | Venezuela   | 19. bis 28. November         | 1599     | 14       | 19         | Argentinien           |
| 1998 | VI     | Cuenca                                     | Ecuador     | 21. bis 31. Oktober          | 1525     | 14       | 24         | Argentinien           |
| 2002 | VII    | Rio de Janeiro, São Paulo, Curitiba, Belém | Brasilien   | 1. bis 11. August            | 2069     | 13       | 24         | Brasilien             |
| 2006 | VIII   | Buenos Aires                               | Argentinien | 9. bis 19. November          | 2938     | 15       | 28         | Argentinien           |
| 2010 | IX     | Medellín                                   | Kolumbien   | 19. bis 30. März             | 3751     | 15       | 31         | Kolumbien             |
| 2014 | X      | Santiago de Chile                          | Chile       | 7. März bis 18. März         | 3499     | 14       | 31         | Brasilien             |
| 2018 | XI     | Cochabamba                                 | Bolivien    | 26. Mai bis 8. Juni          | 4010     | 14       | 37         | Kolumbien             |
| 2022 | XII    | Asunción                                   | Paraguay    | 1. bis 15. Oktober           | 4476     | 15       | 34         | Brasilien             |